# Pedro Antonio Martínez Expósito
Pedro Antonio Martínez Expósito (Almería, 29 de novembro de 1886 — Rio de Janeiro, 1965), também conhecido como Pedro Antônio, foi um pintor. Foi aclamado como um mestre do retrato.

## Biografia
Nasceu em uma família humilde, filho de lavradores, na Espanha. Seus pais eram Antonio Martinez Quesada e Maria Exposito. Durante a infância participou das atividades familiares, como o pastoreio. Com 17 anos, tornou-se aluno da Escola Pública de Pulpí, onde chamou a atenção por seus desenhos e foi apoiado para continuar no desenvolvimento de seus talentos artísticos.
Em 1909, Emilio Zurano, famoso advogado de Pulpí, descobre suas qualidades artísticas e decide apadrinhar-lo, levando-o a Madri. Lá estuda  pintura com D. Eduardo Chicharro até 1912, quando este se muda para Roma. Passa então a estudar com Lopez Mesquita . 
Foi à América em 1930, passando por Rio de Janeiro e São Paulo . Existem registros que em 1932 foi à Buenos Aires onde vendeu grande parte de suas obras. Em 1935 expôs suas obras na Casa España em San Juan, onde ficou por quatro meses. Durante este período trabalhou nos ateliês de artistas locais com quem fizera amizade. Em 1936, expõe no Club Social os retratos de cinco damas 'San Juaninas' .

## Carreira
Sua arte foi exposta com regularidade em Madri, desde 1917, e também no Rio de Janeiro, São Paulo e Buenos Aires. 
Participou da Exposição Internacional de Panamá (1916) e recebeu a medalha de prata pelo quadro "Cabeza de Niña". Participou oito vezes das exposições nacionais de Bellas Artes e conseguiu a medalha de segundo lugar com o quadro "Dos Artistas". Concorreu nos Salões de Outono de Madrid desde o começo dos anos 20, chegando a ser sócio honorário em 1924 . 
No Brasil, participou do Salão Paulista de Belas Artes de 1937 até 1934. Participou também do Salão Nacional de Belas Artes. Fez duas exposições individuais, uma em 1944 no Museu Nacional de Belas Artes e outra em 1946 no Palace Hotel . 
Em 1932, o pintor se instalou em Nova York.
No Salão Paulista de 1939, obteve a medalha de ouro com o Retrato de João Batista de Souza Filho.

## Obras
- Retrato de Francisca Miquelina de Souza Queiroz [9]
- Retrato de Ana Liduina Queiroz Telles (Primeira Baronesa de Jundiaí) [9]
- Retrato de Antônio Queiroz Telles (Barão de Jundiaí) [9]
- Retrato de Francisca de Paula Souza Queiroz (Baronesa de Limeira) [9]
- Retrato de Ana María Dolores Martín Gil, 1919 [6], em posse de sua descendente Etelvina Martin [10]
- Miradas [5]
- Gitanas Españolas [11]
- Mujeres de España [11]
- Retrato de Niña [11]
- Retrato DonJosé Mezquita  [12]
- Gitana [10]